# Henri Piéron
Henri Louis Charles Piéron  (ur. 18 lipca 1881 w Paryżu, zm. 6 listopada 1964 tamże) – francuski psycholog i fizjolog, dyrektor École pratique des hautes études i Instytutu Psychologii w Paryżu, profesor i kierownik katedry fizjologii wrażeń zmysłowych w Collège de France, założyciel i kierownik pionierskiej placówki kształcenia zawodowego (L'Institut national d'étude du travail et d'orientation professionnelle), wieloletni redaktor czasopisma L'Année Psychologique.

## Życiorys

### Studia
Był synem matematyka, docenta (fr. agrégé) w École normale supérieure. Studiował na Sorbonie, gdzie uzyskał stopień bakałarza w roku 1898. Od roku 1901 pracował (jako preparator) w zakładzie psychologii doświadczalnej École pratique des hautes études, mieszczącej się wówczas w Villejuif. Jego naukowymi opiekunami byli psychiatra Édouard Toulouse (1865–1947) i psycholog Nicolas Vaschide (późniejsi współpracownicy).

### Praca zawodowa
Po uzyskaniu licencjatu (1904) otrzymał stanowisko docenta filozofii. Był asystentem Pierre Janeta (1859–1947, filozof i psychiatra). Od roku 1910 kierował zespołem zajmującym się psychologią doświadczalną (badania kontynuowane przez ok. 40 lat). Po śmierci prof. Alfreda Bineta (zm. 1911), psychologa i fizjologa, zastąpił go na stanowisku kierownika zakładu psychologii na Wydziale Nauk Przyrodniczych Sorbony (zakład utworzony w roku 1889). W roku 1912 obronił pracę doktorską nt. Le problème physiologique du sommeil (problemy fizjologii snu) i otrzymał stanowisko dyrektora École pratique des hautes études.
W czasie I wojny światowej pracował w Montpellier, w centrum neuropsychiatrycznym (współcześnie Centre Hospitalier Régional Universitaire de Montpellier). Zajmował się neurologią i psychiatrią czasu wojny. Po wojnie został, w roku 1921, dyrektorem nowego Instytutu Psychologii w Paryżu, a w roku 1923 – tytularnym profesorem Collège de France i kierownikiem utworzonej dla niego katedry fizjologii wrażeń zmysłowych. Był kierownikiem tej katedry do roku 1952.
Od roku 1928 był zaangażowany w tworzenie i rozwój L'Institut national d'étude du travail et d'orientation professionnelle (pełnił funkcję kierownika do roku 1962). Instytut założono zgodnie z programem francuskiego Ministère de l'Instruction Publique, tworzącego nowy system zawodowego kształcenia dzieci kończących szkołę podstawową. W realizacji programu uczestniczyła grupa naukowców o pozytywistycznym nastawieniu (m.in. Edmond Labbé, Henri Laugier, Julien Fontègne), dostrzegających potrzebę kształtowania sprawiedliwego społeczeństwa, zgodnie z zasadami psychologii stosowanej, w tym psychologii pracy.
Henri Piéron był też, przez ok. 50 lat, redaktorem L'Année Psychologique, jednego z pierwszych na świecie specjalistycznych czasopism poświęconych psychologii naukowej (czasopismo założyli w roku 1894 Alfred Binet i Henry Beaunis).

## Tematyka pracy naukowej
H. Piéron zajmował się elementarnymi zjawiskami psychicznymi, w tym percepcją wrażeń zmysłowych i życiem emocjonalnym. Był zdecydowanym przeciwnikiem introspekcji, zarówno w badaniach  zachowań ludzi, jak zwierząt. Analizował przede wszystkim neurofizjologiczne mechanizmy zachowań, uwzględniając refleksologię i behawioryzm (koncepcje Iwana Pawłowa). Spośród licznych publikacji wyróżniane są: La Sensation, guide de la vie (1945), Bases de l'évolution psychique (1958), Traité de psychologie appliquée (7 tomów wydanych w latach 1949–1959).
W ramach badań procesu percepcji barw m.in.:
- sformułował koncepcję „tetrady receptorowej” (rozwinięcie teorii Younga-Helmholtza); założył, że w siatkówce oka znajdują się cztery aparaty barwoczułe – różne rodzaje komórek receptorowych, powiązanych nerwowymi połączeniami bocznymi („komórki poziome”); trzy z nich miały zawierać po jednym rodzaju fotopigmentu (powstawanie barw chromatycznych)), a czwarty – ich mieszaninę (pobudzenia achromatyczne)[8][9].
- przeprowadził (wraz z Kleitmannem) dokładne badania prędkości narastania intensywności różnych wrażeń chromatycznych; różnice między tymi prędkościami powodują wystąpienie w siatkówce efektów indukcji i powstawanie wrażenia barw, np. na wirującej czarno-białej tarczy Benhama[10][11]),
- wykazał odrębność dwóch składowych cech barwy – jasności i nasycenia (np. po addytywnym zmieszaniu barw ich sumaryczna jasność jest większa, lecz czystość maleje)[12].

## Publikacje (wybór)
- Les tropismes W: Rapports et comptes rendu du VIe Congrès international de Psychologie (1909, 1910),
- L'Évolution de la mémoire (1910, 1918),
- Le Problème physiologique du sommeil (1913),
- Le Cerveau et la Pensée (1923),
- La Connaissance sensorielle et les problèmes de la vision (1926),
- La psychologie comme science du comportement et le behaviorisme. J. Psychol. (1927),
- Psychologie expérimentale (1927, 1939),
- Psychologie zoologique (1941),
- La Sensation, guide de la vie (1945),
- Autobiography. W: A History of Psychology in Autobiography ed. by E.G. Bohring et al., vol. 4 (1952),
- [redakcja] Vocabulaire de la psychologie 1951),
- De l'Actinie à l'Homme. Études de psychologie comparée, t. 1: Anticipation et mémoire. Bases de l'évolution psychique (1958), t. 2: De l'instinct animal au psychisme humain. Affectivité et conditionnement (1959)